# Venceslas de Niemodlin
Venceslas de Niemodlin (polonais : Wacław Niemodliński) (né entre 1336/46 – juin 1369) fut duc de Niemodlin (en allemand: Falkenberg) conjointement avec ses frères comme corégents de 1365 jusqu'à sa mort et duc de Gliwice à partir de 1364.

## Biographie
Venceslas ou Wacław est le second fils de Boleslas l'Aîné, duc de Niemodlin et de son épouse Euphémie une fille de  Henri VI le Bon, duc de Wrocław.
On dispose de peu d'information sur sa vie en 1364 Venceslas épouse Euphemia (née en 1350/52 – morte le 26 aout 1411), fille du duc  Boleslas de Bytom qui lui apporte la région de  Gliwice conformément à une convention signée par l'épouse de son grand père le duc Władysław de Bytom avec le Royaume de bohême.
L'année suivante à la mort de son père il hérite du duché de Niemodlin conjointement avec ses frères comme corégents bien que le gouvernement effectif du duché soit assumé par son frère aîné le duc, Bolesław II. C'est seulement en 1367/1368 après la mort de Boleslas II que Venceslas accède au gouvernement du patrimoine familial. Son règne est bref car il meurt dès juin 1369.
Comme Venceslas décède sans héritier et sa veuve épouse Bolko III de Ziębice . Son domaine est divisé, c'est son jeune et seul frère survivant Henri de Niemodlin qui devient seul duc de Niemodlin pendant que Gliwice revient aux duc d'Oleśnica.

## Sources
- (en) Cet article est partiellement ou en totalité issu de l’article de Wikipédia en anglais intitulé « Wenceslaus of Niemodlin » (voir la liste des auteurs), édition du 3 septembre 2014.
- (en) & (de) Peter Truhart, Regents of Nations, K. G Saur Münich, 1984-1988 (ISBN 359810491X), Art. « Falkenberg », p.  2.449.
- (de) Europaïsche Stammtafeln Vittorio Klostermann, Gmbh, Francfort-sur-le-Main, 2004  (ISBN 3465032926),  Die Herzoge von Oppeln 1313-1532, und die Herzoge von Falkenberg 1313-1369 des Stammes der Piasten  Volume III Tafel 17.